# Foidit

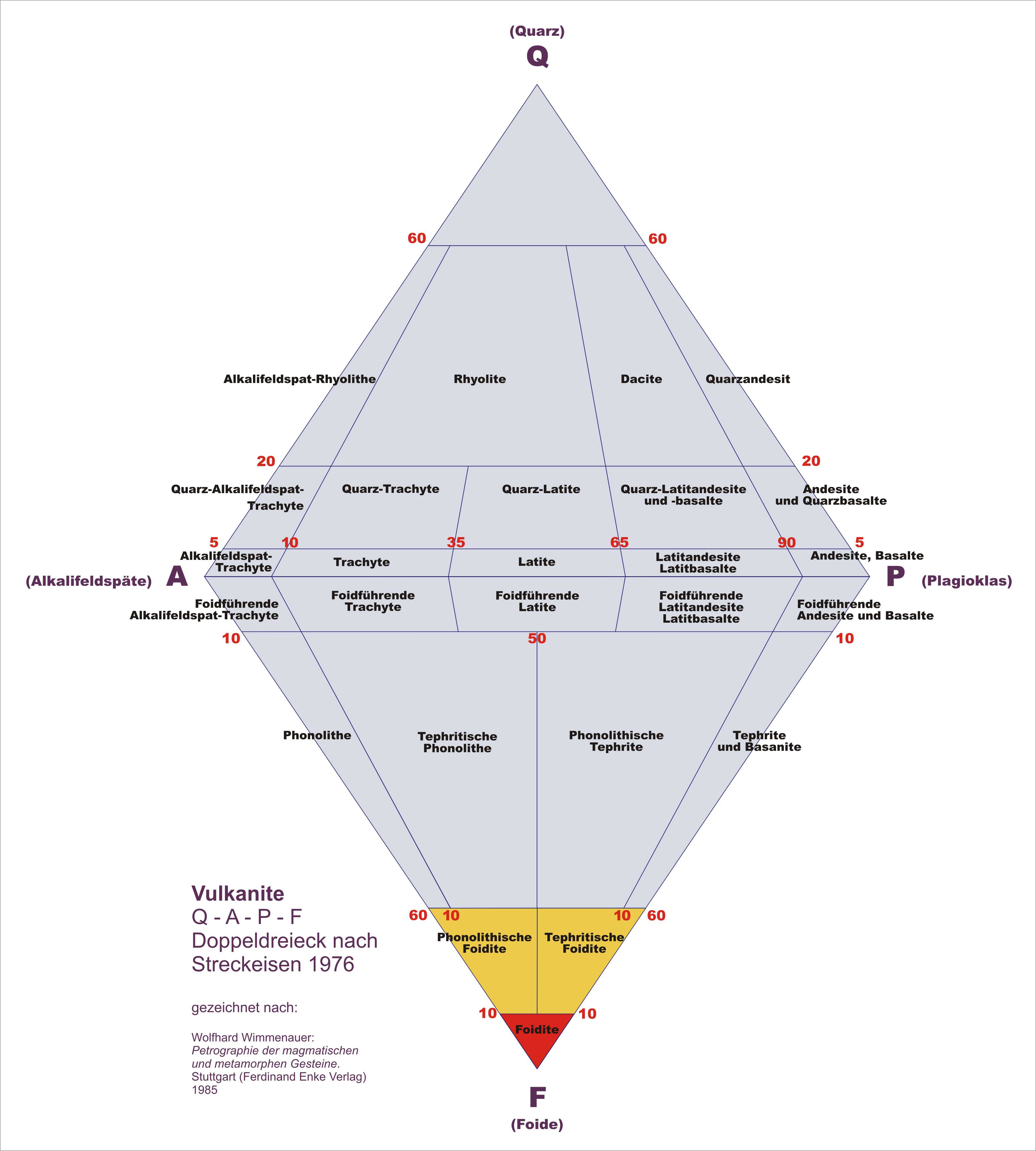
Foidite, phonolithische Foidite und tephritische Foidite im Streckeisendiagramm

Foidite sind Gesteine vulkanischen Ursprungs, welche aus Mineralen der Foidgruppe (mindestens 90 % der hellen Bestandteile) und variablen Gehalten an Feldspäten und dunklen Mineralen bestehen. Bei niedrigerem Foid- und höherem Feldspatgehalt gehen die Foidite s. str. zu den phonolithischen Foiditen (alkalifeldspatdominiert) bzw. tephritischen Foiditen (plagioklasdominiert) über. Foidite gehören zur Gruppe der Alkaligesteine.

## Benennung
Foidite werden anhand der vorliegenden Foidminerale weiter untergliedert. Tritt lediglich ein Foid in signifikanter Menge auf, wird das Gestein als Nephelinit (nur Nephelin), Leucitit (nur Leucit) usw. bezeichnet. Beim Vorhandensein mehrerer verschiedener Foide werden diese als Namenszusatz aufgeführt (beispielsweise Leucit-Nosean-Foidit). Andere Mineralnamen können gegebenenfalls ebenso vorangestellt werden (z. B. Olivinnephelinit).

## Mineralogische und chemische Zusammensetzung
Häufigste Foidminerale in Foiditen sind Leucit und Nephelin, doch können auch andere Foide wie Analcim, Nosean, Haüyn oder Sodalith in größerer Menge auftreten. Neben den Foiden finden sich Hochtemperatur-Alkalifeldspat (Sanidin) und Plagioklas in variablem Verhältnis, jedoch stets in geringer Menge (maximal 10 Volumenprozent der hellen Gemengteile). An mafischen Mineralen sind häufig in größerer Menge Augit, Olivin, Melilith, Melanit, Biotit, Hornblende oder Wollastonit zu finden. Nebenbestandteile können Apatit und verschiedene Titanminerale wie z. B. Perowskit oder Titanit sein. Im Klassifikationsdiagramm nach Streckeisen befinden sich die Foidite in Feld 15.
Die chemische Zusammensetzung der Foidite spiegelt deren modalen Mineralbestand wider. Kennzeichnend ist ein hoher Gehalt an Alkalimetallen (Natrium bei Nephelinit, Kalium bei Leucitit) einhergehend mit einem niedrigen Gehalt an SiO2.

## Vorkommen
Foidite kommen in Form von Pyroklastika und Laven in Vulkangebieten weltweit vor. Bekannte Vorkommen für Leucitit sind beispielsweise der Vesuv und die römische Vulkanprovinz in Italien. Nephelinit tritt in Europa unter anderem in der Vulkaneifel, am Vogelsberg, am Katzenbuckel, im Kaiserstuhl (alle Deutschland) und im vulkanischen Zentralmassiv in Frankreich auf.